# سیارک ۹۵۹۵۴
سیارک ۹۵۹۵۴ (به انگلیسی: 95954 Bayzoltan، نامگذاری:2003QQ29)۹۵۹۵۴مین سیارک کشف شده‌است که در ۲۳ اوت ۲۰۰۳ کشف شد.